# Кристиансен, Клаус
Клаус Кристиансен (дат. Claus Christiansen; род. 19 октября 1967, Глоструп, Копенгаген) — датский футболист, защитник, известный по выступлениям за «Люнгбю» и сборную Дании. Участник Чемпионата Европы 1992 года.

## Клубная карьера
Кристиансен дебютировал в «Люнгбю» в 1986 году и отыграл в клубе 10 сезонов. Он принял участие в более чем 300 матчах и забил около 5 мячей во всех турнирах. В составе команды Клаус выиграл датскую Суперлигу в 1992 и завоевал Кубок Дании в 1990 годах. В 1996 году он перешёл в «Мидтъюлланн», где завершил карьеру спустя два года.

## Международная карьера
В 1991 году Кристиансен дебютировал за сборную Дании. В 1992 году Клаус в составе национальной команды принял участие в чемпионате Европы и стал его победителем. На турнире он сыграл в матчах против сборных Нидерландов и Германии.

## Статистика

### Матчи Кристиансена за сборную Дании
| Матчи Кристиансена за сборную Дании | Матчи Кристиансена за сборную Дании | Матчи Кристиансена за сборную Дании | Матчи Кристиансена за сборную Дании | Матчи Кристиансена за сборную Дании | Матчи Кристиансена за сборную Дании |
| ----------------------------------- | ----------------------------------- | ----------------------------------- | ----------------------------------- | ----------------------------------- | ----------------------------------- |
| №                                   | Дата                                | Соперник                            | Счёт                                | Голы Кристиансена                   | Соревнование                        |
| 1                                   | 12 июня 1991                        | Италия                              | 0:2                                 | —                                   | Товарищеский матч                   |
| 2                                   | 29 апреля 1992                      | Норвегия                            | 1:0                                 | —                                   | Товарищеский матч                   |
| 3                                   | 22 июня 1992                        | Нидерланды                          | 2:2 (5:4 пен.)                      | —                                   | Чемпионат Европы 1992               |
| 4                                   | 26 июня 1992                        | Германия                            | 2:0                                 | —                                   | Чемпионат Европы 1992               |
| 5                                   | 30 января 1993                      | США                                 | 2:2                                 | —                                   | Товарищеский матч                   |

Итого: 5 матчей / 0 голов; 2 победы, 1 ничья, 2 поражения.

## Достижения
«Люнгбю»
- Чемпионат Дании по футболу — 1991/92
- Обладатель Кубка Дании — 1990

Дания
- Чемпионат Европы по футболу — 1992